# Warsaw Spire

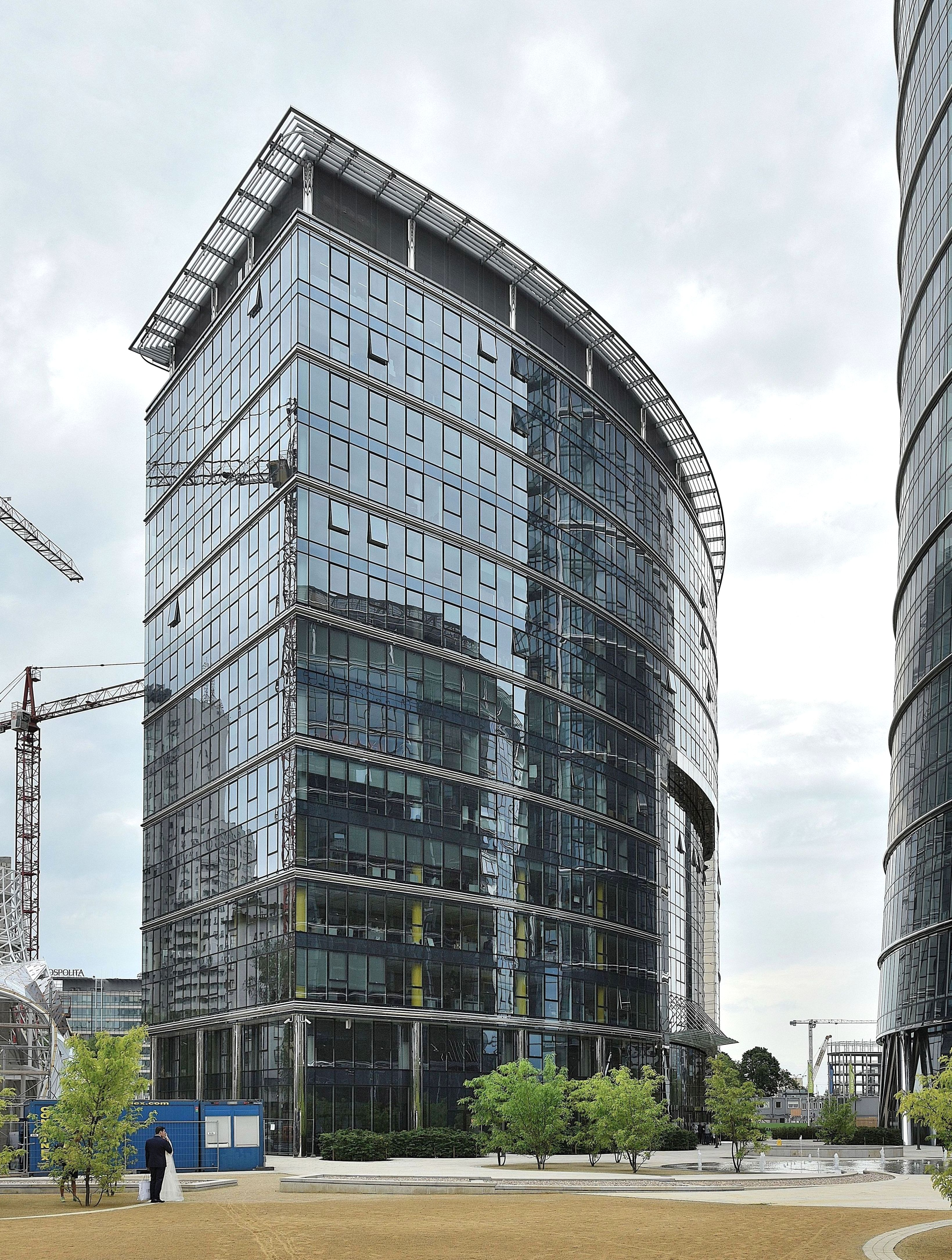
Południowe skrzydło boczne (plac Europejski 6), siedziba m.in. agencji Frontex

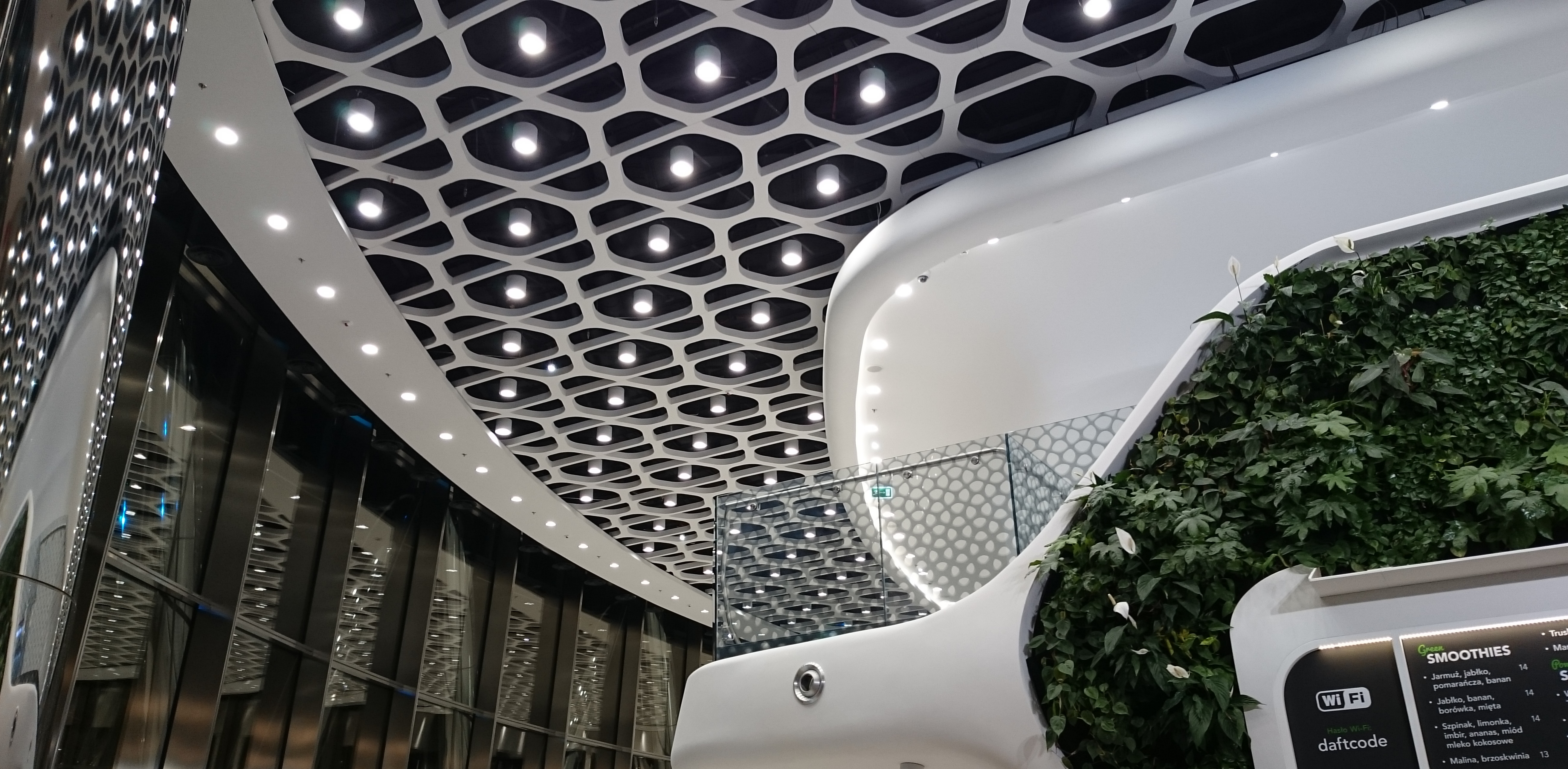
Wnętrze wieżowca Warsaw Spire

Warsaw Spire – kompleks budynków biurowych w Warszawie znajdujący się w dzielnicy Wola, przy placu Europejskim 1, 2 i 6.
W skład Warsaw Spire wchodzą trzy budynki: 180-metrowy wieżowiec (z iglicami 220-metrowy) oraz dwa budynki boczne o wysokości 55 m. Ich całkowita powierzchnia to około 100 000 m². Pierwszym właścicielem była belgijska firma Ghelamco.
Kompleks został oficjalnie oddany do użytku 12 maja 2016. Jest trzecim co do wysokości wieżowcem w Warszawie (po Varso Tower i Pałacu Kultury i Nauki).

## Opis
Wieżowiec powstał w miejscu wyburzonych budynków Wojskowych Zakładów Graficznych.
Warsaw Spire jest najwyższym obiektem biurowym w Warszawie i jednym z najwyższych biurowców w Europie. Projekt wieżowca oraz przyległych budynków został opracowany przez belgijską pracownię architektoniczną M. & J-M. Jaspers – J. Eyers & Partners, we współpracy z Polsko-Belgijską Pracownią Architektury – Projekt. Pod obiektem znajduje się parking podziemny z ponad 1000 miejsc parkingowych. Inwestycja otrzymała certyfikat BREEAM Excelent.
Już po rozpoczęciu budowy wieżowca inwestor dokupił znajdującą się w najbliższym otoczeniu działkę wraz z budynkiem, w którym mieściła się siedziba wydawnictwa Bellona. Działka ta, wraz z odrestaurowanym budynkiem, stanowi uzupełnienie terenów otaczających wieżowiec.
Wewnątrz kompleksu powstał przestronny, otwarty dla mieszkańców miasta plac, wraz z elementami małej architektury, otoczonymi terenami zielonymi. Inwestor posadził tam 140 drzew i ok. 14 tys. innych roślin. Powstało także jeziorko i długi na 120 metrów kaskadowy strumień.
W kwietniu 2014 Rada Warszawy, na wniosek Ghelamco, nadała placowi w obrębie ulic: Towarowej, Grzybowskiej, Wroniej i Łuckiej nazwę placu Europejskiego. Od nazwy placu przyjęły numerację budynki Warsaw Spire: nr 1 (wieżowiec), nr 2 (budynek boczny po stronie północnej) i nr 6 (budynek boczny po stronie południowej).
W 2019 nieruchomość przejęła austriacka spółka Immofinanz za kwotę 386 mln euro.
Między sierpniem 2017 a majem 2018 kilkukrotnie przed Warsaw Spire musiała interweniować straż pożarna – dochodziło tam do samozapłonów motocykli i motorowerów zaparkowanych przed budynkiem. Powodem było skupianie promieni słonecznych na zaparkowanych jednośladach przez wygięty lustrzany daszek nad wejściem. Po interwencji władz lokalnych właściciel budynku okleił daszek folią przyciemniającą i pożary ustały.

## Budowa
Prace budowlane zostały rozpoczęte w połowie 2011 roku od wykonywania ścian szczelinowych ograniczających bryłę budynku na pięciu kondygnacjach podziemnych, na których powstał parking. Według projektu wykonane ściany szczelinowe są najgłębszymi jakie wykonano do tej pory w Polsce, a ich konstrukcja sięga do głębokości 55 metrów poniżej poziomu terenu. Takie zagłębienie ścian spowodowane jest znaczną głębokością stropu warstwy gruntów nieprzepuszczalnych. Wykonawcą ścian szczelinowych była firma Soletanche Polska, natomiast wykonawcą konstrukcji żelbetowej była firma Monting. W czasie wykonywania ścian szczelinowych użyto ponad 21 000 m³ betonu (2400 betoniarek).
3 lipca 2014 doszło do pożaru na dachu jednego z niższych budynków kompleksu. W trakcie prowadzenia robót izolacyjnych zapaliła się paleta ze styrodurem. Nikt nie ucierpiał, a pożar nie spowodował wielkich zniszczeń.
W styczniu 2016 wieżowiec po montażu iglic (składających się z 24 elementów) osiągnął wysokość 220 metrów.

## Nagrody
- W grudniu 2011 roku Warsaw Spire zwyciężył w konkursie Eurobuild Awards 2011 w kategorii „Wybitny Projekt Architektoniczny Roku w Polsce”[22].
- We wrześniu 2016 Towarzystwo Urbanistów Polskich nagrodziło plac Europejski w X edycji Konkursu na najlepiej zagospodarowaną przestrzeń publiczną w Polsce w kategorii Nowo wykreowana miejska przestrzeń publiczna[23].
- W 2017 roku Warsaw Spire otrzymał nagrodę dla najlepszej inwestycji biurowej (Best Office & Business Development) na targach MIPIM w Cannes[24][25].